# Allée couverte de la Justice

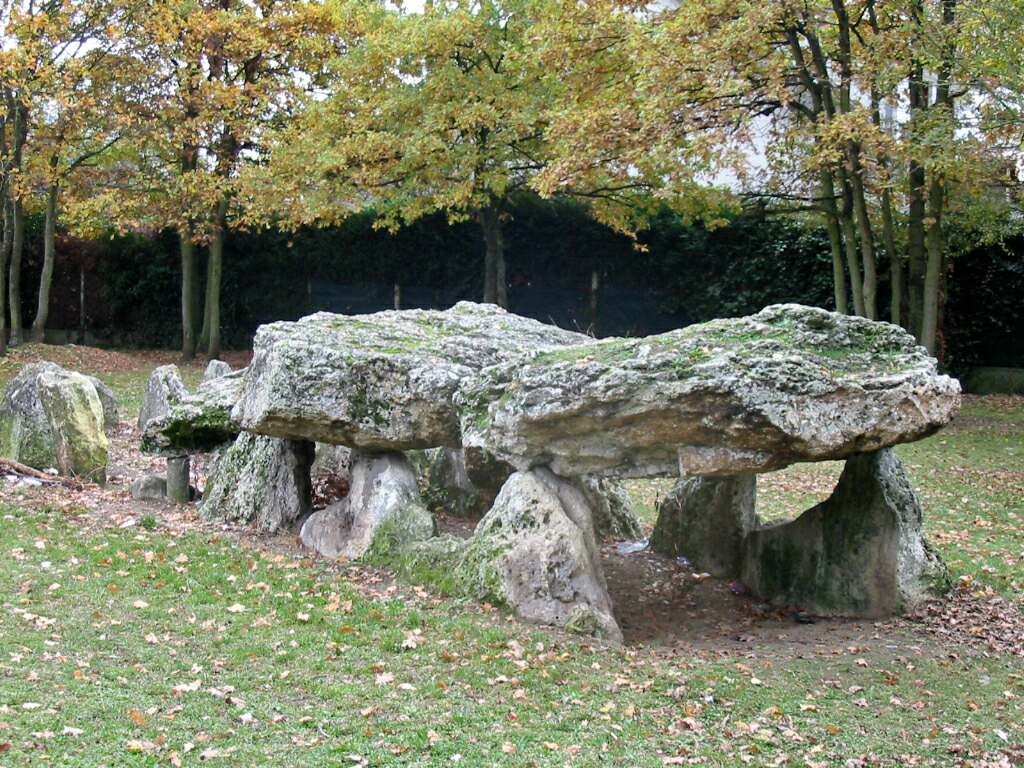
Allée couverte de la Justice

Die hügellose bzw. nicht eingetiefte Allée couverte de la Justice (auch Pierres de la Justice genannt) ist ein neolithisches Galeriegrab in Épône-Élisabethville im Département Yvelines in Frankreich.
Die weitgehend intakte Megalithanlage ist etwa 11,7 m lang und 1,5 m breit, bei einer Innenhöhe von 1,9 m. Erhalten sind drei Decksteine, 16 Tragsteine und der Endstein, alle aus stark abgewittertem Kalkstein. 
In der Kammer wurden 60 Bestattungen in zwei Ebenen identifiziert, getrennt durch eine Kalksteinschicht. Die untere Fundschicht lag direkt auf dem Steinboden, die obere war mit Platten abgedeckt. Laut der 1895 von Léonce Manouvrier (1850–1927) durchgeführten Ausgrabung hatten die Individuen eine mittlere Größe von 1,60 m (Männer) und 1,50 m (Frauen). 

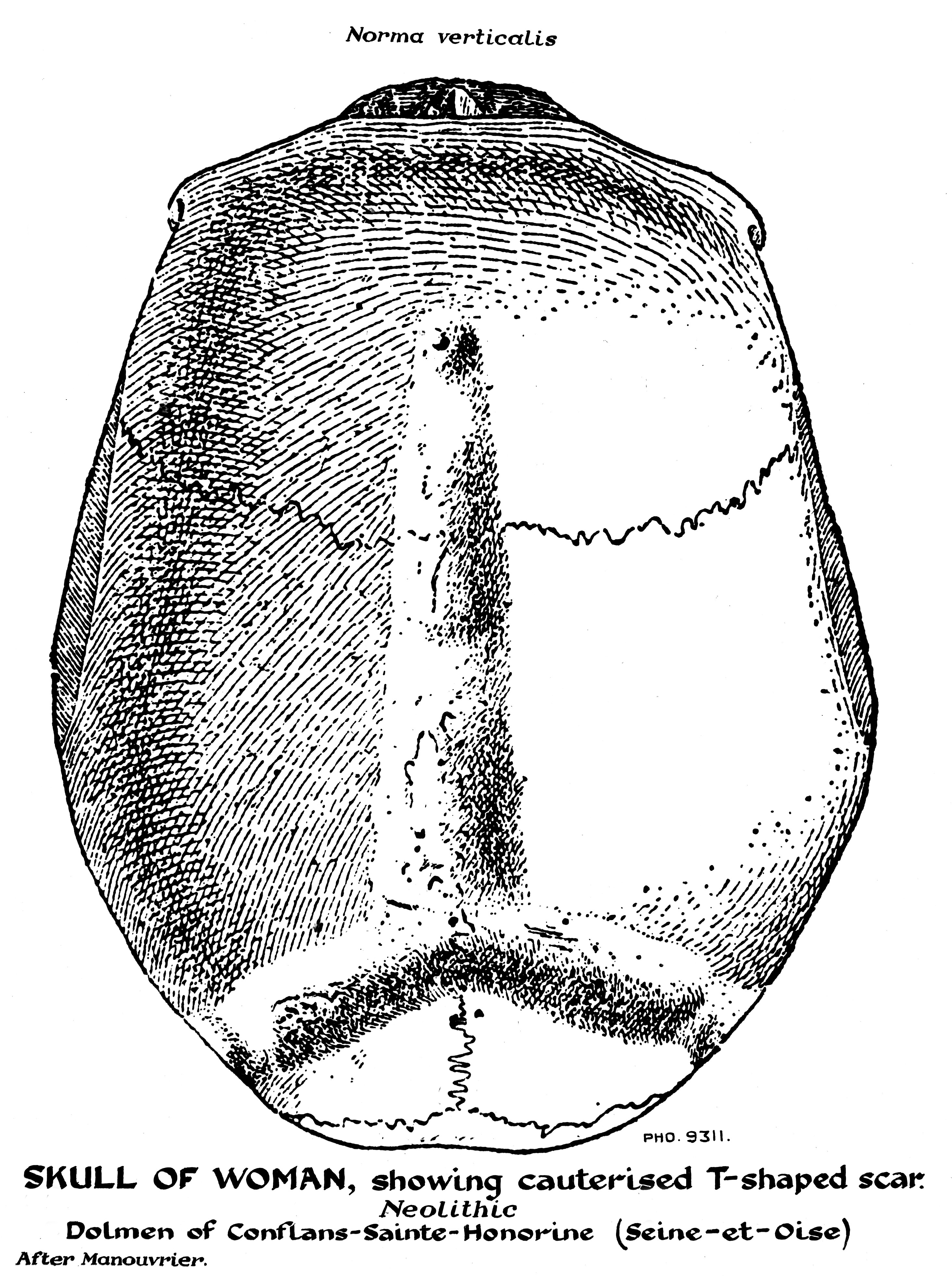
Schädel mit einer T-förmigen Trepanation

 Vier Schädel hatten eine Trepanation. Drei Frauenschädel hatten Anzeichen für zu Lebzeiten beigebrachte T-förmige Trepanationen.
Unmittelbar daneben liegt ein zusammengebrochener Dolmen, dessen fünf Trag- und zwei Decksteine nahezu flach am Boden liegen.
17 Megalithanlagen sind im Département Yvelines bezeugt, von denen noch acht sichtbar sind. In Épône wurden vier identifiziert. In der Nähe liegen die mit Gravuren versehene Allée couverte du Trou aux Anglais und die Reste zweier schwer beschädigter Megalithanlagen.